# Sardynia
Sardynia (wł. Sardegna, sard. Sardigna) – skalista wyspa, druga pod względem powierzchni na Morzu Śródziemnym (po Sycylii). Wraz z pobliskimi wyspami tworzy region administracyjny we Włoszech.

## Informacje ogólne
- stolica: Cagliari
- powierzchnia: 24 800 km² (region 24 100 km²)
- liczba mieszkańców: 1 672 422 (2008)
- gęstość zaludnienia: 69 os./km²
- używane języki: sardyński i włoski
- prezydent: Francesco Pigliaru (PD) (od 2014)[1]
- ważniejsze miasta: Sassari, Nuoro, Oristano, Alghero, Olbia
- główne porty: Cagliari, Porto Foxi, Porto Torres
- najwyższy szczyt: Punta La Marmora (1834 m n.p.m.)
- najważniejszy masyw górski: Gennargentu
- rzeki: Tirso, Mannu, Flumendosa
- najważniejsze jeziora: Lago Coghinas, Lago Omodeo
- położenie: pomiędzy 38° 51′ N i 41° 15′ N oraz 8° 8′ E i 9° 50′ E

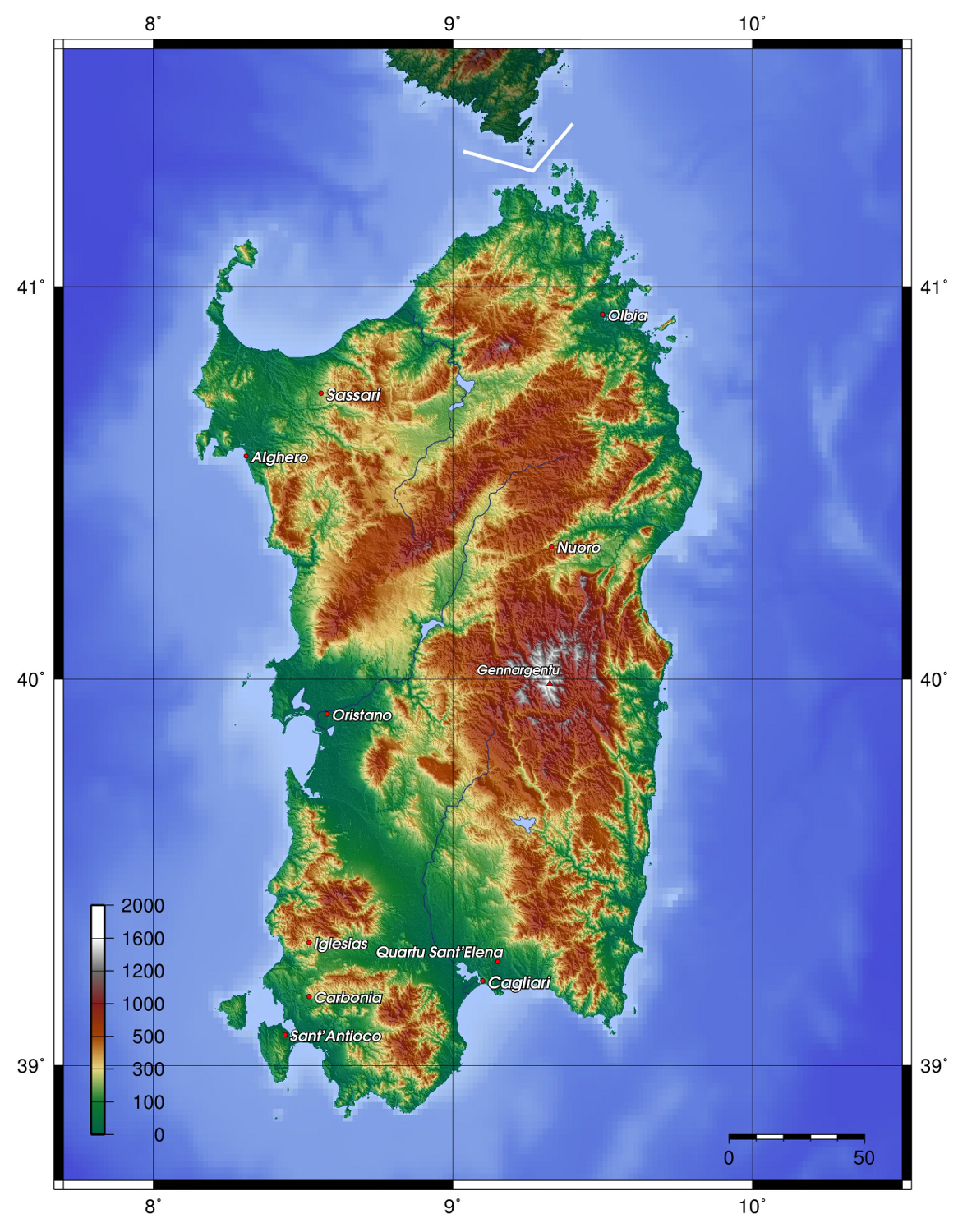
Topografia Sardynii

- długość wybrzeża: 1849 km

## Geografia
Sardynia jest drugą co do wielkości wyspą na Morzu Śródziemnym. Wybrzeża są najczęściej wysokie i skaliste, z długimi, względnie prostymi odcinkami, wieloma wybitnymi cyplami, kilkoma szerokimi, głębokimi zatokami, wieloma przesmykami i z wieloma mniejszymi wyspami nieopodal wybrzeża.
Przeważającą część wyspy zajmują góry i płaskowyże. Roślinność stanowią głównie wiecznie zielone zarośla – makia. Największymi rzekami są Tirso (151 km), wpadająca do Morza Sardyńskiego, Coghinas (115 km) i Flumendosa (127 km). Jedynym naturalnym słodkowodnym jeziorem jest Lago di Baratz. Są 54 sztuczne jeziora i tamy, które dostarczają wodę i prąd. Najważniejszymi są Lago Coghinas i Lago Omodeo. Wzdłuż wybrzeża jest wiele dużych, płytkich, słonowodnych lagun i rozlewisk.
Wyspa ma typowy klimat podzwrotnikowy śródziemnomorski: zimą łagodny i deszczowy, latem gorący i suchy. W ciągu roku jest około 300 dni słonecznych, z koncentracją opadów zimą i jesienią, i opadami śniegu w górach. Średnia roczna temperatura wynosi od 11 do 17 °C. Dominującym wiatrem jest północno-zachodni mistral, wiejący głównie zimą i wiosną. Może on wiać mocno, ale zwykle jest suchy i łagodny.

Herb Sardynii

### Prowincje
Region dzieli się na 5 prowincji:
- miasto metropolitalne Cagliari
- prowincja Nuoro
- prowincja Oristano
- prowincja Sassari
- prowincja Sud Sardegna.

## Historia
Prawdopodobnie około 1000 p.n.e. na wyspę przybyli Sardenowie, wypierając Ligurów na północne krańce wyspy. Do 238 p.n.e. Sardynią władali Fenicjanie z Kartaginy. Pozostało tam więcej świadectw ich kultury, niż w ich ojczyźnie – dzisiejszej Tunezji. W mieście Nuoro jest świątynia boga Baala, cmentarze i domy mieszkalne tego starożytnego ludu, który został wyparty z Sardynii przez Rzymian.
Długo uczeni niewiele wiedzieli o pierwotnej sardyńskiej kulturze nuragijskiej. Liczba, zakres i rozmiar pozostałości architektonicznych z okresu neolitycznego wskazują na dużą populację. Około 1000 p.n.e. Feniccy żeglarze założyli kilka portów handlowych na wybrzeżach. W 509 p.n.e. wybuchła wojna pomiędzy rodzimą ludnością a fenickimi osadnikami. Osadnicy wezwali na pomoc Kartaginę (która była założona przez Fenicjan) i wyspa odtąd podlegała Kartaginie. W 238 p.n.e. – po pokonaniu Kartaginy przez Republikę Rzymską w pierwszej wojnie punickiej i w obliczu problemów wewnętrznych (wojna najemników) – Rzymianie zajęli Korsykę wraz z Sardynią, praktycznie bez oporu.
W następnych latach pod rządami Rzymu, Sardyńczycy dla obrony przed najeźdźcami wybudowali wokół nabrzeżnych miast pas fortyfikacji, zwany terra barbagia. W roku 465 n.e. pojawili się Wandalowie, którzy utworzyli królestwo w północnej Afryce, podbite przez cesarza bizantyńskiego Justyniana I.
W latach 928/9 wyspa pustoszona była przez piratów Saqaliba (słowiańskich), którzy wspólnie z Arabami na 30 statkach przez szereg kolejnych lat wyprawiali się również na Genuę oraz wybrzeża Kalabrii.
Potem nastali Genueńczycy i władcy z Pizy. Po długim okresie walk papież oddał Sardynię władcom Aragonii. Wówczas rozpoczął się napływ ludności z Katalonii i represje władz. Po kilku stuleciach Sardynia przeszła w ręce Austrii, która rok później wymieniła ją z Piemontem na Sycylię.
W roku 1720 Sardynia dostała się pod panowanie dynastii sabaudzkiej, późniejszych królów Italii, stając się częścią Włoch.

### Potencjalna Atlantyda
Włoski dziennikarz Sergio Frau w książce Słupy Herkulesa sugeruje, że Sardynia może być mityczną Atlantydą. Według niego budowle cywilizacji nuragijskiej oraz jej sztuka przywołują skojarzenia z opisywaną przez Platona kulturą Atlantów. Twierdzi również, że Słupy Heraklesa w rozumieniu antycznym mogły leżeć nie przy Cieśninie Gibraltarskiej, lecz między Tunezją a Sycylią, zaś czas od zalania Atlantydy do narodzin Platona nie wynosił dziewięć tysięcy, a dziewięćset lat.
Hipoteza, że w przekazie dotyczącym Atlantydy błąd mógł popełnić sam autor, lub kopista, zamieniając 900 lat na 9000, ma zwolenników także wśród badaczy zakładających istnienie Atlantydy. Wówczas upadła także kultura minojska na Krecie, co miało związek ze zmianami po wybuchu wulkanu na Santorynie.

## Gospodarka
Na Sardynii eksploatuje się bogate złoża rud cynku, ołowiu, żelaza, miedzi, antymonu, srebra i boksytów. Są wielkie saliny morskie i kamieniołomy alabastru. Występuje przemysł hutniczy cynku i ołowiu, stoczniowy, chemiczny, metalowy, cementowy, włókienniczy, spożywczy. Jest też rafineria ropy naftowej.
Uprawa zbóż, roślin strączkowych, buraków cukrowych, warzyw, winorośli, oliwek, migdałów, drzew cytrusowych, tytoniu, dębu korkowego oraz hodowla kóz i owiec, rybołówstwo, połów ostryg i skorupiaków.
Rozwinięta jest turystyka.

## Atrakcje turystyczne
Na Sardynii warte zobaczenia są nuragi, megalityczne warowne wieże z połowy II tysiąclecia p.n.e. Jest ich około 7 tysięcy. Budowane były bez użycia zaprawy z ociosanych kamieni przez zasiedlającą Sardynię od ok. XVII do ok. II wieku p.n.e. cywilizację nuragijską.
Liczne skałki, głównie wapienne, ale także granitowe i bazaltowe, czynią Sardynię atrakcyjnym miejscem wspinaczkowym. Według Maurizio Oviglii, autora przewodników wspinaczkowych po Sardynii, jednowyciągowych dróg wspinaczkowych wyposażonych w stałe przeloty jest ponad 3600 (2010).